# Imre Pozsonyi
Imre Pozsonyi (* 12. Dezember 1880 in Budapest; † 2. Oktober 1963 ebenda), auch bekannt als Jesza Poszony, war ein ungarischer Fußballspieler und -trainer. Als Trainer wurde er Meister in Polen, Jugoslawien und Mexiko.

## Karriere
In seiner Spielerlaufbahn spielte Pozsonyi als Mittelläufer für Magyar ÚE, MTK Budapest FC sowie einmal für die ungarische Nationalmannschaft. Letzteres war das erste offizielle Länderspiel der Ungarn, ein 0:5 gegen Österreich im Jahr 1902. Bereits im April 1901 spielte er zweimal für die Nationalauswahl. Die Gegner waren hier die englischen Amateurmannschaften Richmond AFC und Surrey Wanderers, die mit 4:0, bzw. 5:1 die Oberhand hatten.
Zwischen 1903 and 1905 spielte er für MTK, mit dem er 1904 Meister wurde. Zu seinen Mitspielern gehörten unter anderem Jenő Károly, der Italien als Trainer Erfolg haben sollte, und Izidor „Dori“ Kürschner, der in der Schweiz und Brasilien Geschichte machen sollte.
Von März 1921 bis Februar 1923, wie es heißt, war er Trainer von Cracovia, mit dem er die 1921 erstmals ausgetragene polnische Meisterschaft gewann. 1921 war er auch Trainer der polnischen Nationalmannschaft bei ihrem ersten Länderspiel, das am 18. Dezember 1921 in Budapest mit 0:1 verloren wurde.
Im Oktober 1922 übernahm Pozsonyi das Training beim Budapester Verein Zuglói AC, der 1922/23 seine erste von drei Erstligasaisonen spielte.
Im Dezember 1922 wurde er Assistent des Engländers Jack Greenwell beim FC Barcelona. Nach dessen Entlassung im August 1923 übernahm er die Cheftrainerrolle bis Oktober, als er vom Engländer Alf Spouncer abgelöst wurde. Im Juli 1924 wurde er erneut Cheftrainer, doch wurde er im Dezember durch den Engländer Conyers "Ralph" Kirby ersetzt, unter dem die Mannschaft bis zum Saisonende den spanischen Pokal und die katalanische Meisterschaft gewann.
Im Januar 1925 wollte der Präsident des FC Bayern Kurt Landauer den Ungarn verpflichten, da der Verein unter dem Schotten Jim Mc Pherson nur Vierter in der Bezirksliga geworden ist. Doch ging Pozsonyi stattdessen zum DFC Prag. Walther Bensemann vom Kicker stellte fest, dass dem FC Bayern damit nicht nur ein guter Fußballlehrer, sondern auch ein "vollendeter Küchenchef" entgangen sei. Im August 1925 wurde er als neuer Trainer des Pécsi AC vermeldet.
Im Dezember 1925 wurde er von Građanski Zagreb, später bekannt als Dinamo Zagreb, als Trainer verpflichtet. Ihm wurden 120 Dollar pro Monat plus 15 Dollar pro Sieg plus Kost und Logis zugesichert. Im April wurde vermeldet, dass unter seiner Leitung bessere Ergebnisse erzielt wurden. Građanski wurde dann sogar jugoslawischen Meister. Da seine Aufenthaltsbewilligung nicht verlängert wurde, ging er im Oktober ab. Josef "Seppl" Brandstetter wurde sein Nachfolger.
Spätestens ab Juni 1927 war Pozsonyi Trainer beim Budapester Újpest FC. Mit den Neupestern wurde er, wenngleich klar abgeschlagen, Vizemeister hinter Ferencváros. Das Pokalfinale wurde gegen Ferencváros mit 0:3 verloren. 1927/28 erreichte er noch den dritten Platz.
1928 wurde er Mitglied des Trainerstabs bei MTK. Um die Jahreswende 1928/29 bereiste er Südamerika, insbesondere Argentinien und Uruguay, um dort Gegner für eine Südamerikatournee von MTK auszuhandeln. Brasilien wurde dabei ausgespart um die zeitgleichen Tourneepläne von Ferencvaros dort nicht zu durchkreuzen.
Im weiteren Verlauf des Jahres 1929 wurde er Trainer beim italienischen Zweitligisten US Fiumana in Fiume, der heutigen kroatischen Stadt Rijeka.
Anfang März 1930 verließ er Budapest um in Mexiko den Real Club España zu trainieren, da dort György Orth abgesagt hatte um nach Chile zu gehen. Es wurde berichtet, dass dort sein Gehalt 200 Dollar pro Monat betrüge. Zudem wurde ihm ein Benefizspiel nach sechs Monaten zugesichert, für das ihm eine Einnahmegarantie von 2.000 Dollar zugesichert wurde. Noch im selben Jahr wurde er mit dem Verein mexikanischer Meister. Bei der Tournee des MTK durch Mexiko verhob er sich finanziell um viele tausend Dollar, als er Spielerechte teuer aufkaufte, die Einnahmen aber nicht entsprechend ausfielen. Auch der MTK, seinerzeit als Hungaria firmierend machte bei der dreimonatigen Tournee einen Verlust von 5.000 dollar, was etwa den Mannschaftsunterhalt von drei Monaten entsprach.
Es wird auch berichtet, dass Pozsonyi nach seiner Tätigkeit in Mexiko im nordamerikanischen Soccer tätig gewesen sei, möglicherweise bei New York Hakoah, der Mannschaft bei der Béla Guttmann, József Eisenhoffer und weitere ungarische Juden ihr Geld verdienten.
Anlässlich eines Länderkampfes zwischen Ungarn und Österreich war er Anfang Oktober 1932 neben zahlreichen weiteren Teilnehmern des ersten Spiels zwischen beiden Ländern dreißig Jahre vorher in Budapest. Pozsonyi hatte kurz vorher seine Trainerlaufbahn beendet.
Er verstarb am 2. Oktober 1963 in Budapest. Er wurde auf dem Farkasréti Friedhof von Budapest beigesetzt.

## Erfolge
- Ungarischer Meister: 1904
- Polnische Meisterschaft: 1921
- Jugoslawische Meisterschaft: 1926
- Mexikanische Meisterschaft: 1930